# Aorangiwai (rivière)
La rivière  Aorangiwai  (anglais : Aorangiwai River) est une petite rivière du districtde Gisborne dans la région de Gisborne dans l’Ile du Nord de la Nouvelle-Zélande. C’est un affluent de la rivière Mata, qui s’écoule sur 10 km en amont de la ville de Ruatoria.